# ブライアン・ペーニャ
ブライアン・エドゥアルド・ペーニャ（Brayan Eduardo Peña , 1982年11月2日 - ）は、キューバ・ハバナ出身の元プロ野球選手（捕手）。右投両打。

## 経歴
キューバのハバナに生まれた。
1999年5月、国際大会のジュニアナショナルチーム代表の一員としてベネズエラに滞在中に亡命した。コスタリカで居住権を確立した。

### ブレーブス時代

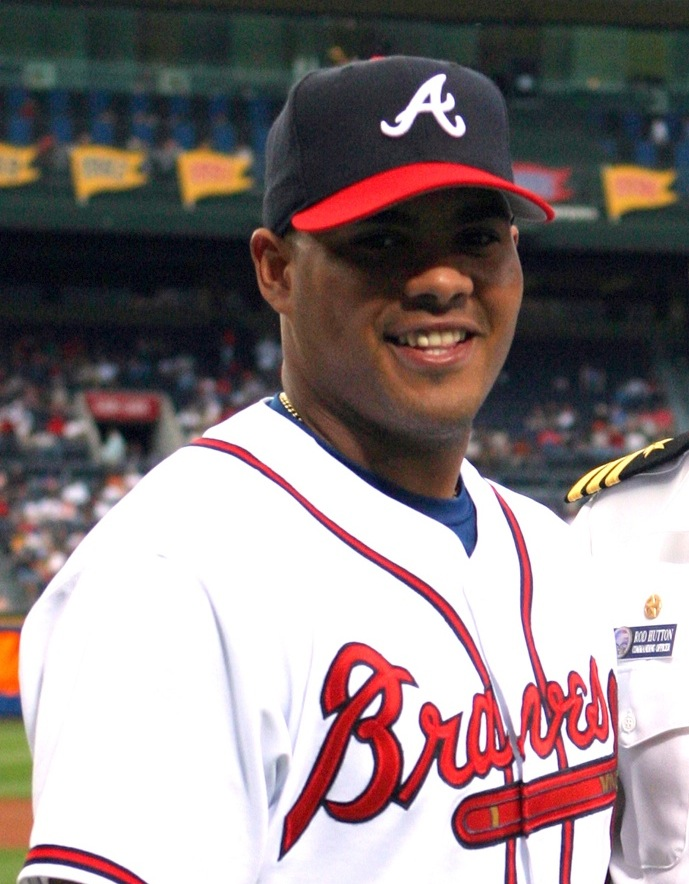
アトランタ・ブレーブス時代
(2005年5月25日)

2000年9月2日にMLBのアトランタ・ブレーブスに入団した。
2005年はマイナーリーグのAAA級リッチモンド・ブレーブスに昇格した。エディ・ペレスの故障者リスト入りによって40人枠入りを果たし、5月23日のニューヨーク・メッツ戦でメジャーデビュー。

### ロイヤルズ時代

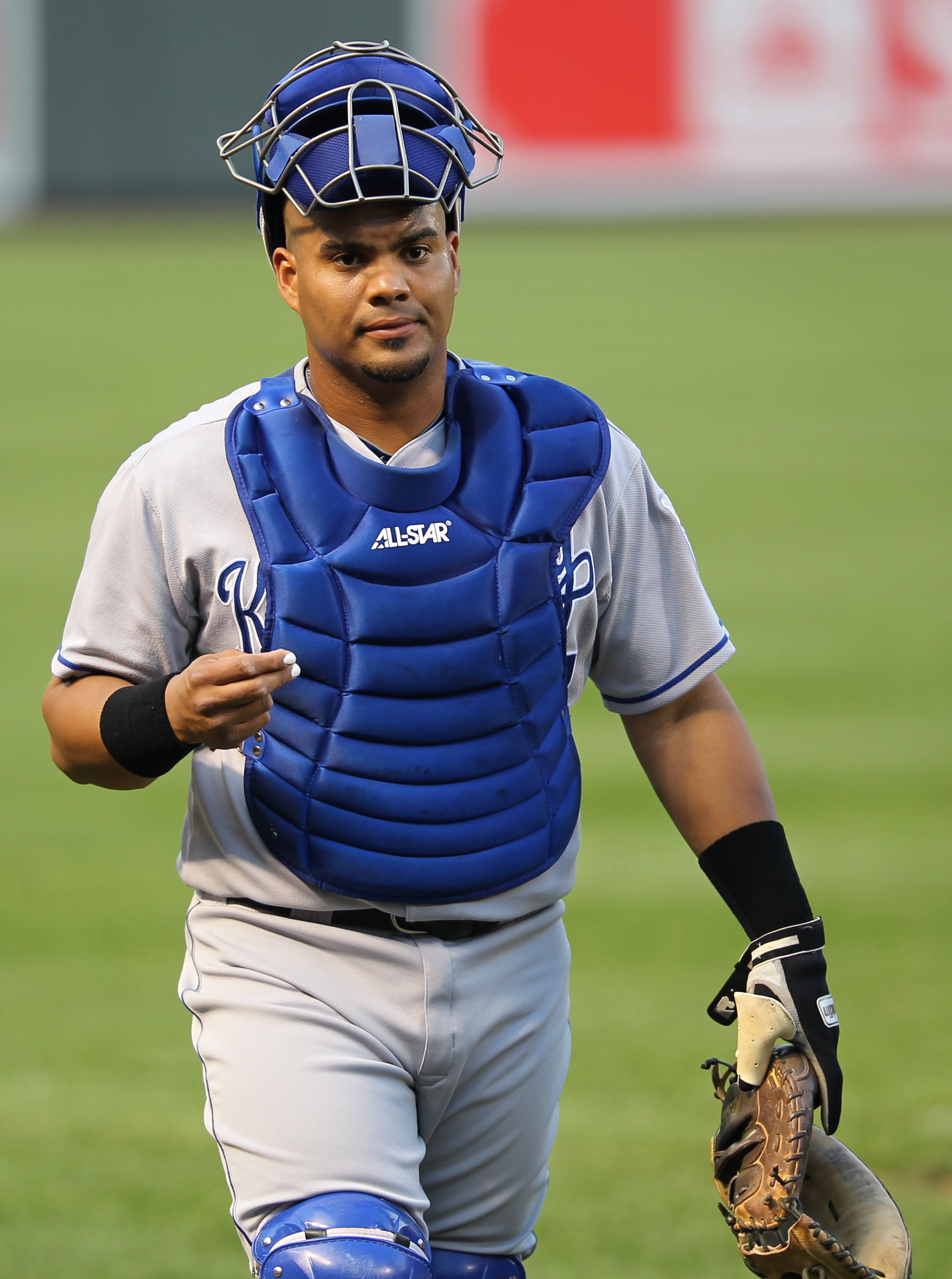
カンザスシティ・ロイヤルズ時代
(2011年5月24日)

2008年5月29日にウェイバー公示を経て、カンザスシティ・ロイヤルズへ移籍した。
2010年はジェイソン・ケンドールのバックアップ要員であったが、9月にケンドールが右肩を故障してからはシーズン終わりまで正捕手を務めた。
2011年はマット・トレーナーと併用されたが、故障で途中離脱した。
2012年1月16日にロイヤルズと87万5000ドルの1年契約を結んだが、11月20日にDFAとなった。オフの11月28日にFAとなった。

### タイガース時代
2012年12月16日にアレックス・アビラのバックアップ要員として期待され、前年と同じ87万5000ドルの1年契約でデトロイト・タイガースへ移籍した。

### レッズ時代
2013年11月12日にシンシナティ・レッズと2年契約を結んだ。
2014年は捕手だけでなく、ジョーイ・ボットの長期離脱により一塁手として出場することも多かった。出場試合数、打席数はキャリアで最も多いシーズンとなった。
2015年は前年と逆で、正捕手のデビン・メソラコに代わって捕手で出場する機会が増え、一塁手としては5試合のみの出場となった。2年連続100試合以上となる108試合に出場し、打率.273・18打点・2盗塁・OPS0.659という成績を残したが、本塁打はなかった。捕手としての守備は、86試合で守りに就いて1失策・守備率.999・DRS -5・盗塁阻止率18%という成績であった。オフの11月2日にFAとなった。

### カージナルス時代
2015年11月30日にセントルイス・カージナルスと総額500万ドルの2年契約を結んだ。
2016年4月2日に左膝の故障で15日間の故障者リスト入りした。6月7日にリハビリのため、AA級スプリングフィールド・カージナルスへ配属された。6月28日にメジャー復帰したが、左膝の故障を再発し7月6日に15日間の故障者リスト入り、8月9日に60日間の故障者リストに移行した。9月4日に復帰したが、年間で9試合の出場に留まった。11月21日にDFA、11月28日に自由契約となった。

### ロイヤルズ傘下復帰
2017年2月7日、カンザスシティ・ロイヤルズとマイナー契約を結び、同年のスプリングトレーニングに招待選手として参加することになった。開幕後AAA級オマハ・ストームチェイサーズに配属され、メジャー昇格がないまま11月6日にFAとなった。

### タイガーズ傘下復帰
2018年1月9日、デトロイト・タイガーズとマイナー契約を結び、同年のスプリングトレーニングに招待選手として参加することになった。

## 人物
キューバ出身MLB選手のユネル・エスコバーは子供の頃からの親友。
NPBでのプレーを希望しており、2015年には自身のTwitterで日本の各球団にツイートしていることが話題となった。

## 詳細情報

### 年度別打撃成績
| 年 度     | 球 団     | 試 合 | 打 席 | 打 数 | 得 点 | 安 打 | 二 塁 打 | 三 塁 打 | 本 塁 打 | 塁 打 | 打 点 | 盗 塁 | 盗 塁 死 | 犠 打 | 犠 飛 | 四 球 | 敬 遠 | 死 球 | 三 振 | 併 殺 打 | 打 率 | 出 塁 率 | 長 打 率 | O P S |
| --------- | --------- | ----- | ----- | ----- | ----- | ----- | -------- | -------- | -------- | ----- | ----- | ----- | -------- | ----- | ----- | ----- | ----- | ----- | ----- | -------- | ----- | -------- | -------- | ----- |
| 2005      | ATL       | 18    | 40    | 39    | 2     | 7     | 2        | 0        | 0        | 9     | 4     | 0     | 0        | 0     | 0     | 1     | 1     | 0     | 7     | 1        | .179  | .200     | .231     | .431  |
| 2006      | ATL       | 23    | 43    | 41    | 9     | 11    | 2        | 0        | 1        | 16    | 5     | 0     | 0        | 0     | 0     | 2     | 0     | 0     | 5     | 2        | .268  | .302     | .390     | .693  |
| 2007      | ATL       | 16    | 33    | 33    | 2     | 7     | 0        | 0        | 1        | 10    | 3     | 0     | 1        | 0     | 0     | 0     | 0     | 0     | 3     | 2        | .212  | .212     | .303     | .515  |
| 2008      | ATL       | 14    | 15    | 14    | 3     | 4     | 1        | 0        | 0        | 5     | 0     | 0     | 0        | 0     | 0     | 1     | 0     | 0     | 2     | 0        | .286  | .333     | .357     | .690  |
| 2009      | KC        | 64    | 183   | 165   | 17    | 45    | 10       | 0        | 6        | 73    | 18    | 0     | 0        | 4     | 2     | 12    | 2     | 0     | 18    | 5        | .273  | .318     | .442     | .761  |
| 2010      | KC        | 60    | 174   | 158   | 11    | 40    | 10       | 0        | 1        | 53    | 19    | 2     | 0        | 1     | 2     | 12    | 0     | 1     | 27    | 8        | .253  | .306     | .335     | .642  |
| 2011      | KC        | 72    | 240   | 222   | 17    | 55    | 11       | 0        | 3        | 75    | 24    | 0     | 0        | 0     | 4     | 12    | 0     | 2     | 24    | 6        | .248  | .288     | .338     | .625  |
| 2012      | KC        | 68    | 226   | 212   | 16    | 50    | 10       | 1        | 2        | 68    | 25    | 0     | 1        | 1     | 4     | 9     | 0     | 0     | 24    | 7        | .236  | .262     | .321     | .583  |
| 2013      | DET       | 71    | 243   | 229   | 19    | 68    | 11       | 0        | 4        | 91    | 22    | 0     | 2        | 2     | 4     | 6     | 0     | 2     | 26    | 7        | .297  | .315     | .397     | .713  |
| 2014      | CIN       | 115   | 372   | 348   | 23    | 88    | 18       | 1        | 5        | 123   | 26    | 2     | 3        | 3     | 1     | 20    | 2     | 0     | 42    | 8        | .253  | .291     | .353     | .645  |
| 2015      | CIN       | 108   | 367   | 333   | 17    | 91    | 17       | 0        | 0        | 108   | 18    | 2     | 0        | 2     | 1     | 29    | 1     | 2     | 34    | 10       | .273  | .334     | .324     | .659  |
| 2016      | STL       | 9     | 14    | 13    | 0     | 2     | 1        | 0        | 0        | 3     | 0     | 0     | 0        | 0     | 0     | 1     | 0     | 0     | 2     | 0        | .154  | .214     | .231     | .445  |
| MLB：12年 | MLB：12年 | 638   | 1950  | 1807  | 136   | 468   | 93       | 2        | 23       | 634   | 164   | 6     | 7        | 11    | 20    | 105   | 6     | 7     | 214   | 56       | .259  | .299     | .351     | .650  |

- 2016年度シーズン終了時

### 背番号
- 8 (2005年 - 2007年)
- 5 (2008年)
- 3 (2009年 - 同年途中)
- 27 (2009年途中 - 2012年)
- 55 (2013年)
- 29 (2014年 - 2015年)
- 33 (2016年)